# Paweł Garbarczyk
Paweł Garbarczyk (ur. 3 maja 1988 w Warszawie) – polski hokeista.

## Kariera klubowa
- SMS I Sosnowiec (2004–2007)
- Legia Warszawa (2007)
- Polonia Bytom (2007–2009)
- Legia Warszawa (2009-2011)

Wychowanek Damisu Warszawa. Uczestniczył w turnieju mistrzostw świata juniorów do lat 18 edycji 2006 (Dywizja I). Absolwent NLO SMS PZHL Sosnowiec z 2007.